# Glutamin—fruktoza-6-fosfat transaminaza (izomerizacija)
Glutamin—fruktoza-6-fosfat transaminaza (izomerizacija) (EC 2.6.1.16, heksozafosfatna aminotransferaza, glukozamin-6-fosfatna izomeraza (formira glutamin), glutamin-fruktoza-6-fosfatna transaminaza (izomerizacija), D-fruktoza-6-fosfatna amidotransferaza, glukozaminfosfatna izomeraza, glukozamin 6-fosfatna sintaza, GlcN6P sintaza) je enzim sa sistematskim imenom L-glutamin:D-fruktoza-6-fosfat izomeraza (deaminacija). Ovaj enzim katalizuje sledeću hemijsku reakciju
-glutamin + D-fruktoza 6-fosfat {\displaystyle \rightleftharpoons } L-glutamat + D-glukozamin 6-fosfat
Mada je sveukupna reakcija tipična za transferaze, ona se odvija putem mehanizma koji obuhvata formiranje ketimina između fruktoza 6-fosfata i 6-amino grupa lizinskog ostatka aktivnog mesta.

## Literatura
- Nicholas C. Price; Lewis Stevens (1999). Fundamentals of Enzymology: The Cell and Molecular Biology of Catalytic Proteins (Third изд.). USA: Oxford University Press. ISBN 019850229X.
- Eric J. Toone (2006). Advances in Enzymology and Related Areas of Molecular Biology, Protein Evolution (Volume 75 изд.). Wiley-Interscience. ISBN 0471205036.
- Branden C; Tooze J. Introduction to Protein Structure. New York, NY: Garland Publishing. ISBN 0-8153-2305-0.
- Irwin H. Segel. Enzyme Kinetics: Behavior and Analysis of Rapid Equilibrium and Steady-State Enzyme Systems (Book 44 изд.). Wiley Classics Library. ISBN 0471303097.

## Spoljašnje veze
- Glutamine---fructose-6-phosphate+transaminase+(isomerizing) на 